# 士兵的故事
《士兵的故事》（法語：L'Histoire du Soldat）是一部发表于1918年的的戏剧作品。该作品由朗读、舞台剧和芭蕾三部分所组成，俄罗斯作曲家伊戈尔·斯特拉文斯基作曲，瑞士作家查尔斯-费迪南德·拉穆兹编写剧本，改编自亚历山大·阿法纳西耶夫收藏的俄罗斯民间故事《逃亡士兵与魔鬼》（The Runaway Soldier and the Devil）。

## 简介
该故事由旁白、士兵、恶魔三个演员讲述，由一名或若干名舞者伴舞（舞者通常扮演没有台词的公主角色），伴奏则由小提琴、低音提琴、低音管、单簧管、短号（通常用小号演奏）、长号和打击乐的七重奏组成。歌词讲述一个士兵将他的小提琴与魔鬼交易以换取无限之金钱的寓言。
《士兵的故事》的完整演出大约需要一个小时。音乐中充满了不断变化的拍号。出于这个原因，该作品通常都会有指挥，但是一些乐团仍选择在没有指挥的情况下演奏该作品。该作品于1918年9月28日在洛桑首演，由恩奈斯特·安塞美指挥。英国指挥爱德华·克拉克，斯特拉文斯基的朋友及拥护者，同时也是安塞美在俄罗斯芭蕾舞团时的助理指挥，于1926年在泰恩河畔纽卡斯尔指挥了《士兵的故事》在英国的首演，并于1927年7月在伦敦进行了三场完整的演出。
瑞士慈善家维尔纳·莱因哈特对斯特拉文斯基的创作提供了极大的经济帮助。莱因哈特赞助并承销了首演。所以斯特拉文斯基将这部作品献给了莱因哈特以示感激，还把原稿送给了他。莱因哈特继续支持了斯特拉文斯基，在1919年资助了一系列他近来的室内乐作品音乐会。其中包括来自为单簧管、小提琴和钢琴编曲的《士兵的故事》音乐会组曲，这是对莱因哈特的致敬，他被认为是一位出色的业余单簧管演奏家。该组曲于1919年11月8日在洛桑首次演出，远早于七位原创表演者的著名组曲为人所知。